# 連根藤
連根藤(1936年- )生於新北市永和，成功大學機械系畢業。1959年在海軍軍官學校教授微積分。1961年加入石門水庫設計組。1962年留學日本，進入日本京都大學航空工學科就讀。1965年轉赴美國布郎大學專攻流體力學。1971年重返京都大學，1975年取得工學博士的學位。留日期間，成為堅定的台灣獨立運動者，之後全力投入台灣獨立運動的基層紮根工作。他強調台灣人要獨立建國，必須先掙脫中華思想與中國文化的弊害，重新建立台灣人在思想、文化、政治等方面的主體性。

## 著名事蹟
1973年10月10日，連根藤與另一位留日學生林登達  為了抗議中華民國佔領台灣，在雙十慶祝宴會舉行的時候，跑到主席台，將掛在牆上的國民黨青天白日旗拉下來撕毀，扔到地上。 這個舉動不但引發會上一陣騷動，還成為台灣留學生界轟動一時的「撕毀國民黨旗事件」。

為了全力投入台灣獨立運動，連根藤不僅放棄中華民國國籍，付出被國府納入黑名單的代價；還放棄自身投入的宇宙航空研究的事業，接辦專門報導台灣新聞的《台生報》，堅持十多年，2005年成為《台生報》發行人。

## 著作
目前已知有：
- 《二氧化碳氣體力學雷射之研究》：連根藤的博士論文。
- 《中國人的真面目》：原著日文，後翻成中文；原書名是「中国人のはらわた」，前衛出版社將這本書譯成「中國人的真面目」。
- 《蜚蠊と中國人》：日文著作。
- 《日本人に知ってほしい台湾共和国独立のシナリオ》：日文著作。
- 《蜚蠊(ゴキブリ)と中国人―台湾独立運動家が見た大陸の闇》：日文著作。
- 《你有所不知的台灣獨立時間表》：前衛出版社出版。
- 《脫華論》：中文著作，前衛出版社出版。

## 相關詞條
- 長期投入的運動：台灣獨立運動(也可參見台灣獨立運動相關條目列表)。
- 其他投入台獨運動的留日學生：黃文雄、黃昭堂、王育德、許世楷、金美齡等人。